# 陶思曾

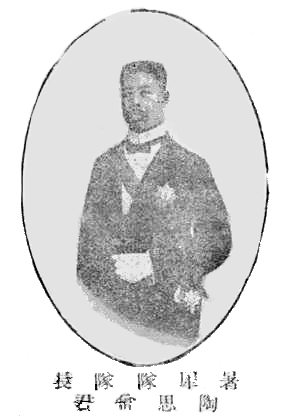
暑犀队队长陶思曾君。暑犀队为1923年成立的中华道路建设协会浙江分会的队之一。

陶思曾（1878年—1943年7月21日），字叔惠，号啸岳，湖南省安化县一都小淹人。清朝及中华民国行政及司法官员。曾赴西藏等地并著有游记。

## 生平
他是清朝两江总督陶澍的曾孙，故名思曾。15岁时，他中秀才。后梁启超在长沙讲学，他遂追随梁启超。光绪二十八年（1902年），他参加乡试中副榜，不久被官费派往日本东京法政大学留学。毕业归国后，他劝湖南巡抚庞鸿书兴办湖南法政学堂，并任教务员。光绪三十三年（1907年），他以道员分发四川，任商务局、矿务局的会办。当时清政府将废银两改银元的提议交给各省复议。陶思曾遂上书力主改银元以成立银本位货币制。当时中国全国只有南通张謇的提议和他的提议一致。光绪三十四年（1908年），他任调查西藏开埠事宜委员。此后，他经上海、新加坡、印度入西藏，在亚东、江孜两地勘察了埠界，并测绘了地图。完成任务后，他经缅甸、云南返回四川。此后他把旅途见闻写成了《藏輶日记》、《滇蜀纪程》两书。回到成都后，英国、法国、德国、俄国领事争相向他索阅这两书。陶思曾为防止泄露国防机密，遂删除了若干要点，重编成《藏輶随记》一书，上呈四川总督府。该书后来被英国领事骗取，每日刊登在《泰晤士报》上。后来民国12年（1923年），他到杭州任职，从義大利领事处得知了此事，暗自庆幸自己早有防备。
宣统二年（1910年），他任四川高等检察厅检察长。中华民国元年（1912年），他任湖南都督府参事兼湖南法政专门学校校长。民国4年（1915年），他任北京政府政事堂法制局参议。因反对衰世凯称帝制，他辞职回湖南。1916年，湖南省议会成立，他任议长。不久，湖南都督汤芗铭为躲避讨袁军而深夜逃走，陶思曾和第一军军长曾继梧夜到都督府护印，此后他任秘书长。其后，谭延闿任湖南都督，陶思曾转任湖南高等审判厅厅长。不久，因为司法官应回避本省，他遂调任浙江高等检察厅检察长，此后任职十年。民国11年（1922年），杭州第一师范学校学生发生集体中毒，死亡124人。陶思曾和杭州地方检察厅通过侦查，使此案主犯落网。他重视对囚犯的改造，并在各监狱设习艺工场。陶思曾还和杭州地方检察厅厅长夏超结拜。民国15年（1926年），夏超任浙江省省长，因响应国民革命军北伐而被孙传芳杀害。陶思曾遂弃职回湖南。
民国21年（1932年），他任船山学社副社长。民国26年（1937年），日军飞机频频轰炸长沙，他遂返回老家安化。
民国32年（1943年）7月21日，陶思曾病逝，享年66岁。

## 著作
- 《藏輶随记》（存于中国国家图书馆）
- 《区田代耕研录》
- 《景恒堂诗文稿》
- 译有《日本刑法各论》[來源請求]